# Anas georgica
Anas georgica là một loài chim trong họ Vịt.